# Manoir d'Ouilly
Le manoir d'Ouilly est une demeure qui se dresse sur le territoire de la commune française d'Ouilly-le-Tesson, dans le département du Calvados, en région Normandie.

## Localisation
Le manoir est situé à 500 m à l'est du bourg d'Ouilly-le-Tesson, dans le département français du Calvados.

## Historique
Possession de la famille d'Ouilly, il était en 1850 la propriété de M. d'Aubigny.

## Description
Le manoir fin XVe – XVIe siècle, transformé en ferme, se présente sous la forme de deux corps de logis en équerre, avec dans l'angle intérieur une tour octogonale à usage d'escalier du XVe siècle,.
Jusqu'au XIXe siècle, les bâtiments étaient entourés d'un fossé.
Il subsiste des parties de l'ancien manoir, à usage aujourd'hui de grange, daté du premier quart du XIVe siècle. En 1850, Arcisse de Caumont en fait la description suivante : « Le bâtiment le plus important de cet ensemble de constructions est percé de fenêtres dans le style du XIVe ou du XIIIe siècle. Sous une partie de ce bâtiment allongé est une salle ou crypte voûtée ; les arceaux de la voûte viennent reposer au centre sur une colonne ».

## Protection
Au titre des monuments historiques :
- les deux tourelles du bâtiment d'entrée à usage d'habitation sont classées par arrêté du 21 juillet 1927 ;
- le bâtiment à cinq travées avec contreforts dépendant du manoir et situé au sud du bâtiment d'entrée est classé par décret du 10 janvier 1928.